# 요로 (온두라스)
요로(스페인어: Yoro)는 온두라스의 도시로 요로 주의 주도이며 면적은 2,277.2km2, 인구는 64,395명(2001년 기준)이다.